# Aristida brevisubulata
Aristida brevisubulata är en gräsart som först beskrevs av René Charles Maire, och fick sitt nu gällande namn av René Charles Maire. Aristida brevisubulata ingår i släktet Aristida och familjen gräs. Inga underarter finns listade i Catalogue of Life.